# Ljerka Totch-Naumova
Ljerka Totch-Naumova je hrvatsko-makedonska pjesnikinja, esejistica i prevoditeljica, rođena u Daruvaru. Piše pjesme.
Aktivno sudjeluje na Rešetaračkim susretima književnika u Hrvatskoj.

## Djela
(Ovaj je popis nepotpun.)
- Potisnute paralele[4]
- Nemir koji nije imao ime (nakladnici KLD Rešetari i Hrvatska matica iseljenika, Rešetari – Zagreb, 2013.)[2]